# Кислород
«Кислород» (укр. Кисень) — двадцять восьма пісня українського гурту «ВІА Гра», що була записана спільно з реп-виконавцем Мот.

## Відеокліп
Зйомки кліпу проходили 24 листопада 2014 року, у Москві. 

Ідея спільного кліпу з'явилася після участі Тіматі в проекті «Хочу до Меладзе». Ми поділилися своєю думкою про сучасну музику, про бачення майбутнього і вирішили, що варто піти на експеримент, відвівши ВІА Гру трохи вбік від популярної музики, — прокоментував нову роботу Костянтин Меладзе.

Прем'єра відбулася 8 грудня 2014 року на російському музичному каналі "RU.TV" та на Інтернет-платформі YouTube. 
Режисером кліпу виступив Олексій Купріянов.

## Учасники запису
- Анастасія Кожевнікова
- Міша Романова
- Еріка Герцеґ
- Мот